# ヒレ

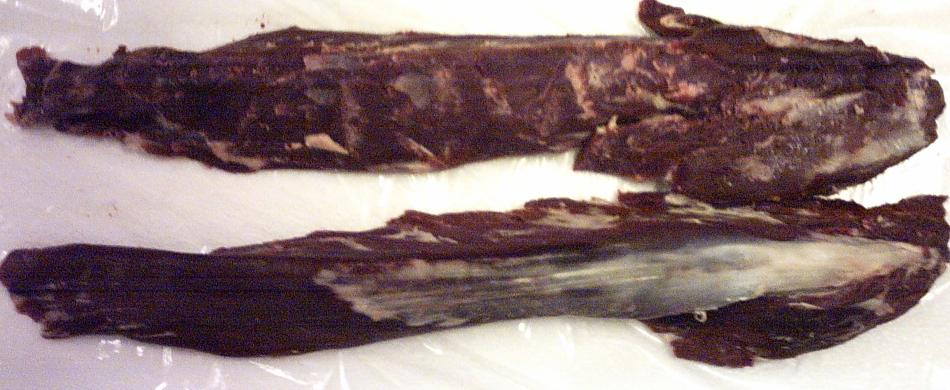
ヒレ肉

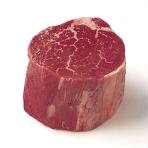
テンダーロイン。カットしたもの。

ヒレ（仏: filet）とは、食肉部位名称または魚の加工方法のひとつである。

## 食肉
フィレ、ヒレ肉（ヒレにく）近畿地方ではヘレともいう。
牛や豚など食用家畜の大腰筋のことである。骨盤の内側にあって大腿骨と脊椎骨を結ぶ1対の棒状で結合組織が少ない筋肉であり、肉の部位のなかでは最も運動しない箇所であるため、非常に柔らかく脂肪のほとんどない赤身肉である。一頭の家畜から採れる量がわずかな、最高級の部位とされる。
牛肉
牛のヒレは牛の頭部側から以下のように細分される。
- フィレ・ミニョン
- トゥルヌド
- フィレ
- シャトーブリアン
- テート

## 魚
三枚におろして骨を抜いた魚の切り身をフィレまたはフィレーと呼ぶ。ただし、肉と異なりヒレと呼ばれることはない。